# تشارلي موريس
تشارلي موريس (بالإنجليزية: Charlie Morris)‏ (29 أغسطس 1880 في المملكة المتحدة - 18 يناير 1952 في المملكة المتحدة) هو مدرب كرة قدم ولاعب كرة قدم بريطاني (وحمل سابقاً جنسية المملكة المتحدة لبريطانيا العظمى وأيرلندا) في مركز الدفاع. شارك مع منتخب ويلز لكرة القدم. أما مع النوادي، فقد لعب مع ديربي كاونتي وهدرسفيلد تاون.

## وصلات خارجية
- تشارلي موريس على موقع قاعدة بيانات كرة القدم.إي يو (الإنجليزية)
- تشارلي موريس على موقع قاعدة بيانات كرة القدم.إي يو (الإنجليزية)
- تشارلي موريس على موقع ناشيونال فوتبول تيمز (الإنجليزية)